# Ioachim Bielski
Ioachim Bielski (în poloneză Joachim Bielski, în latină Joachim Volscius Bilscius; n. 1540, Biała, Pajęczno County⁠(d), voievodatul Łódź, Polonia – d. 8 ianuarie 1599, Cracovia, Polonia-Lituania) a fost un poet și istoric polonez care a deținut funcțiile de secretar regal, diplomat  și membru al Seimului Poloniei. A scris în limbile polonă și latină.
A fost autorul unei lucrări de istorie foarte populare în epoca sa, Kronika polska, care l-a influențat și pe cronicarul român Grigore Ureche.

## Biografie

Blazonul familiei nobiliare Prawdzic

A fost singurul fiu al cronicarului și poetului polonez Marcin Bielski, care făcea parte din familia nobiliară Prawdzic din provincia poloneză Sieradz. Ioachim a studiat mai întâi la școala parohială din Kurzelów și a continuat apoi la gimnaziul academic protestant din orașul german Brieg (azi situat în Polonia). În 1572 s-a întors în țară și s-a stabilit în Cracovia, unde a studiat la Academia din acel oraș. Acolo l-a întâlnit pe înaltul prelat, om de stat și diplomat Piotr Dunin Wolski⁠(d), viitor episcop de Przemyśl și Mare Cancelar al Coroanei, care a devenit patronul său, și s-a dedicat carierei literare.
În 1577 a intrat în serviciul diplomatic al lui Ștefan Báthory, fostul principe al Transilvaniei devenit rege al Poloniei din 1575. În 1579, a luat parte la campania din Livonia a acestuia împotriva Țaratului Rusiei, în calitate de secretar al cancelariei militare.
În jurul anului 1580 s-a stabilit în satul natal Biała, unde s-a ocupat de cultivarea moșiei sale. S-a căsătorit cu Anna Borzechowska. A continuat să scrie poezii și a publicat la Cracovia un volum de ode în limba latină (Carminum liber). După ce proprietățile sale au fost arse în 1588 de sprijinitorii lui Maximilian al III-lea, care lupta pentru ocuparea tronului Poloniei, Ioachim Bielski s-a mutat la Gierałtowice⁠(d).
Între 1588 și 1590 a fost secretarul regelui Sigismund al III-lea Vasa. La începutul anului 1591 a fost ales membru al Dietei (Seimul Poloniei), iar din 1595 deputat în Tribunalul Coroanei⁠(d), curtea supremă de apel din Polonia vremii sale.
În timpul conflictului dintre Jan Zamoyski și rege, s-a situat de partea regaliștilor. În această perioadă (1595) s-a convertit la catolicism. Ioachim Bielski a decedat în 1599 la Cracovia.

## Lucrări principale
- Encomiasticon id est laudes Illustrissimi Principis... Georgii Pii (1572);
- Istulae convivium in nuptiis Stephani I regis (1576);
- In obitum… D. J. Balassi, liberi baronis de Giamrat (1577);
- Proteus de clade Gedanensium insigni in Prussia circa pagum Rokitki (1577);
- Satyra in quendam Dantiscanum (1577);
- Carmen gratulatorium in ingressum Plocensem... Petro Dunino Volscio (1578);
- Carminum liber I (1588);
- Pieśń nowa o szczęśliwej potrzebie pod Byczyną (1588);
- Monodia na pogrzeb św. pamięci Stefana I (1588);
- Naeniae in funere divi Stephani I (1588);
- Pamiątka p. Jakubowi Strusowi, staroście chmielnickiemu...nie bez żalu napisana(1589);
- Epithalamion Serennissimo Sigismundo III (1592);
- Genethliacon Najasniejszego Władysława, krolewica polskiego i szwedzkiego (1592);
- Kronika polska Marcina Bielskiego nowo przez Joachima Bielskiego, syna jego, wydana (1597).

## Contribuția istoriografică

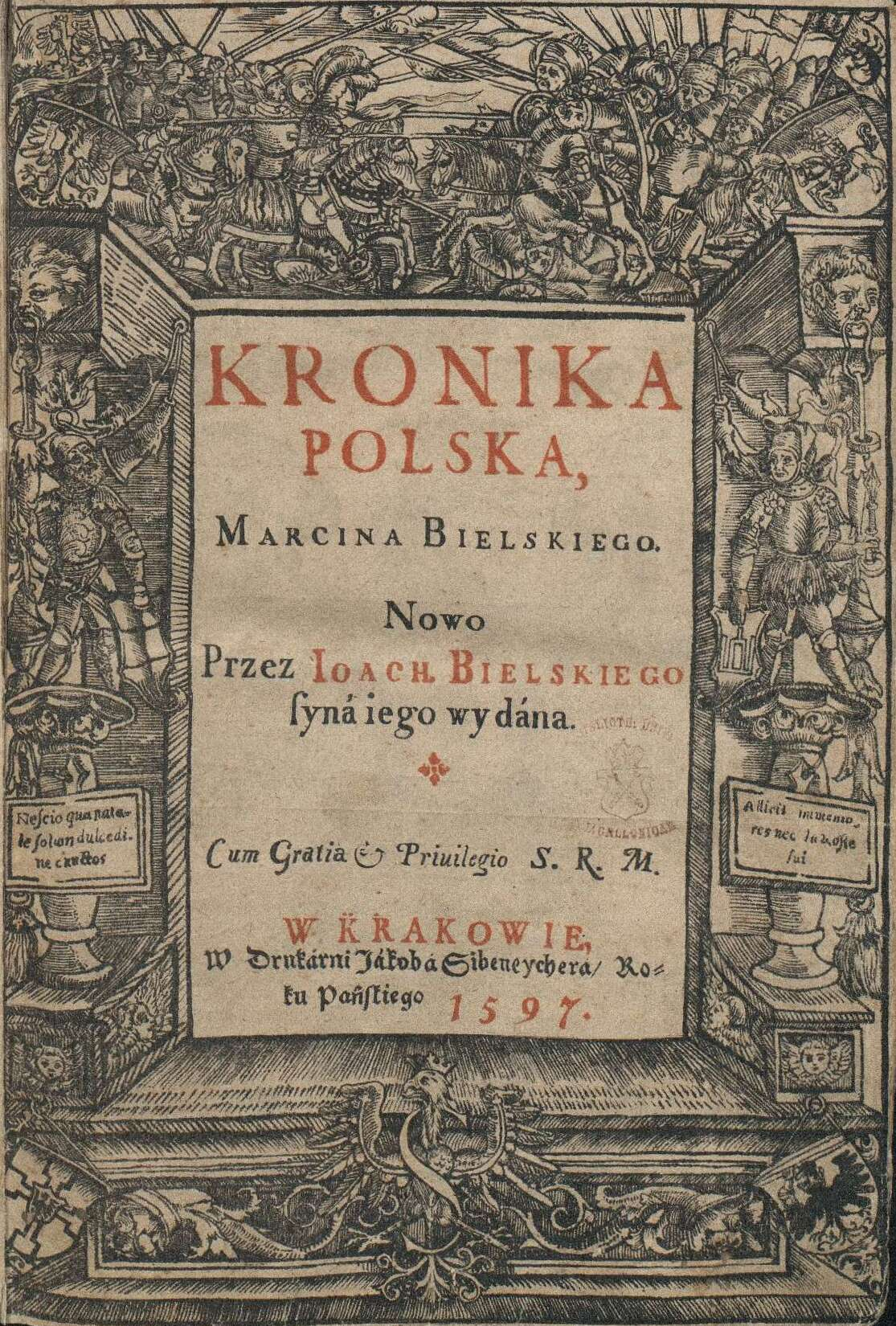
Kronika polska (1597)

În 1597, cu doi ani înaintea morții sale, Ioachim Bielski a tipărit la Cracovia lucrarea intitulată Cronica poloneză a lui Marcin Bielski, publicată recent de către fiul său Ioachim Bielski (citată adesea după titlul ei scurt în limba polonă: Kronika polska). Cartea a devenit foarte populară printre lucrările de istorie din secolele al XVII-lea și al XVIII-lea și reprezintă cea mai importantă contribuție a sa la dezvoltarea istoriografiei naționale.
Istoricii poloni din secolul al XVI-lea, dintre care cei mai străluciți au fost Marcin Kromer⁠(d) și Marcin Bielski, erau cronicari care au redactat opere de mare amploare acoperind întreaga istorie a Poloniei, cu toate amănuntele redate cronologic. În opinia lui Petre P. Panaitescu, „aceastä istoriografie era cam naivă fără prea multe idei și concepții și se mărginia la înșirarea faptelor. Ultimul «cronicar» poate fi socotit Ioachim Bielski. După el încep istoricii politici și autorii de monografii”.
Kronika polska, pe care Ioachim o atribuia tatălui său Marcin, se baza într-adevăr pe lucrarea acestuia Cronica lumii întregi (Kronika wszytkiego świata), care a cunoscut trei ediții în limba polonă (în 1550, 1554 și 1664), fiind destul de răspândită și tradusă încă din secolul al XVI-lea în limbile rusă, ucraineană și maghiară.
Evenimentele referitoare la istoria Poloniei din Cronica inițială a lui Marcin Bielski se întindeau până în anul 1548. Ioachim le-a separat de cele referitoare la restul lumii și le-a completat până la moartea regelui Ștefan Báthory în 1586. El a adăugat și transformat substanțial și partea veche de până la 1548, traducând pasaje abundente din cronica latină a lui Marcin Kromer (Polonia sive de origine et rebus gestis Polonorum, Basel, 1558), pe care tatăl său o utilizase mai puțin în documentarea lui. De asemenea, a suprimat mai multe părți din textul inițial al lui Marcin, „așa încât putem spune că avem de a face cu altă cronică”.

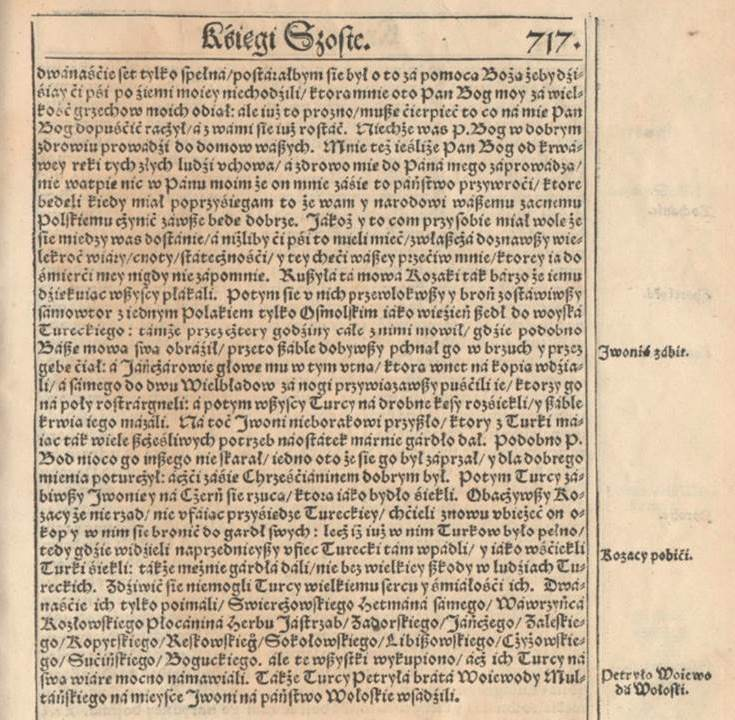
Pagina 717 din Kronika polska în care este relatat sfârșitul lui Ioan Vodă cel Viteaz (sub anul 1574)

O altă schimbare importantă de atitudine vizează elementele critice la adresa Bisericii romane și a papalității care existau în Cronica lui Marcin și pe care fiul său Ioachim, proaspăt convertit la catolicism, le-a atenuat în Kronika polska.
Printre informațiile transmise despre evenimentele perioadei 1548-1587, al cărei contemporan a fost, se găsesc și unele referitoare la istoria Moldovei (și personalități ca Bogdan Lăpușneanu, Ioan Vodă cel Viteaz, Nicoară Potcoavă, Andrei Taranowski ș. a.) care fac ca această lucrare să reprezinte un izvor narativ valoros și pentru istoria românilor.
Un manuscris descoperit în 1851, intitulat Dalszy ciąg kroniki polskiej („Continuarea cronicii polone”), duce evenimentele mai departe de la 1587 până la 1598. Editorul său, F.M. Sobieszczański⁠(d), a atribuit redactarea acestui adaos tot lui Ioachim Bielski, deși paternitatea lucrării este controversată. În 1616, un fragment din Kronika polska a fost tradus în latină de către Simon Starowolski sub titlul De rebus Sigismundi Primi („Domnia lui Sigismund I”), publicat la Cracovia.
Kronika polska a influențat numeroși scriitori din epoca sa. În Polonia, Łukasz Górnicki⁠(d) a folosit pe scară largă această lucrare când a scris Istoria coroanei poloneze (1637). În Moldova, ea a constituit principala sursă externă folosită de cronicarul Grigore Ureche în redactarea Letopisețului Țării Moldovei (prima jumătate a secolului al XVII-lea).

## Influența asupra lui Grigore Ureche
Moștenind de la tatăl său, pe lângă o importantă avere, și drepturile acestuia de nobil polon obținute prin indigenat, viitorul cronicar moldovean Grigore Ureche s-a format la școala iezuită din Liov și în mediul Frăției Ortodoxe rusești de acolo. Întors în țară, după ce a parcurs în cariera sa mai multe demnități boierești, el s-a dedicat spre sfârșitul vieții redactării unei cronici în limba română care va fi cunoscută drept Letopisețul Țării Moldovei, de când s-au descălecat țara și de cursul anilor și de viața domnilor careia scrie de la Dragoș vodă până la Aron vodă.
Conform aprecierii lui P. P. Panaitescu, „Ureche se apucă să scrie istorie cum văzuse că se scria în Polonia”. Dintre istoricii poloni, el îl alege ca model pe Ioachim Bielski, un cronicar care scrie în vechiul stil al cronicilor generale din secolul al XVI-lea. Alegerea nu este întâmplătoare, pentru că acesta are cele mai multe știri privitoare la Moldova dintre toți contemporanii lui.
Ureche a cunoscut în mod sigur și alte lucrări de istoriografie poloneze. E imposibil ca el să nu fi cunoscut cronica în limba latină a lui Kromer, care era folosită ca manual de școală în Polonia anilor săi de studii. Dar toate informațiile ce se găseau în acestă lucrare cu privire la istoria Moldovei fuseseră compilate deja de Bielski în Kronika polska, așa încât folosirea lui Kromer ca sursă era inutilă.
Deși lucrarea istoricului polonez nu este singura sursă străină, ea este de departe cea mai importantă dintre cele utilizate de cronicarul moldovean.
Predoslovie:
 Nu numai letopisețul nostru, ce și cărți striine am cercat, ca să putem afla adevărul, ca să nu mă aflu scriitoriu de cuvinte deșarte, ce de dereptate, că letopisețul nostru cel moldovenescu așa de pre scurt scrie, că nici de viața domnilor, carii au fost toată cîrma, nu alege, necum lucrurile den lăuntru să aleagă [...] Iar scrisorile striinilor mai pe largu și de agiunsu scriu, carii au fost fierbinți și rîvnitori, nu numai a sale să scrie ce și cele striine să însemneze. Și de acolo multe luînd și lipindu de ale noastre, potrivindu vremea și anii, de am scris acest letopiseț.
Prima mențiune a lui Bielski în textul lui Ureche apare imediat după vă leatul 6867 (1359), în capitolul intitulat „Domniia feciorilor lui Ștefan vodă”, care se referă la Ștefan și Petru, fiii lui Ștefan I. „Letopisețul nostru de ficiorii lui Ștefan vodă ce pomenim mai sus, nimica nu scrie, ce scrie că după domniia Iui Ștefan vodă, au domnitu Iuga vodă doi ani, după dînsul Alexandru vodă, carele să va pomeni mai gios. Iară noi n-am lăsat să nu-i însemnăm, nici de ficiorii lui Ștefan vodă, căci că poate să fie adevărat, că nu părtenește cronicarul Bielschi a lor săi, ce scrie poticala ce au petrecut Ștefan vodă cu ajutoriul lor, de au perit cu toți.”
Bielski este menționat nominal în Letopisețul lui Ureche de șase ori, fără să se precizeze prenumele său. Pasajele preluate din Kronika polska sunt însă mult mai numeroase și acoperă toată perioada 1359-1582. Atunci când nu este citat nominal, textul lui Bielski este menționat ca „Letopisețul (cel) leșesc” sau chiar (din cauza unei erori atribuite copiștilor) „Letopisețul (cel) latinesc”.
Primul comentator modern al Letopisețului Țării Moldovei care a demonstrat că istoricul Bielski folosit ca sursă de Ureche a fost Ioachim, fiul, și nu Marcin, tatăl, a fost Ion G. Sbiera, în monografia sa din 1884. El s-a bazat pe compararea pasajelor referitoare la aceleași evenimente din cele trei texte, care dovedește că Ureche nu s-a folosit de cronica lui Marcin, ci doar de a lui Ioachim, „luând dintr-aceasta aproape cuvânt din cuvânt datele relative la Moldova și trecând cu vederea pe cele de interes curat leșesc”.
Aceeași metodă comparativă a aplicat în 1925 P. P. Panaitescu pentru a analiza în profunzime influența istoricului polonez asupra cronicarului moldovean. În „Anexa” studiului său, el a pus în paralel 74 de fragmente referitoare la istoria Moldovei identificate și traduse din Kronika polska cu 53 de fragmente corespunzătoare din Letopisețul Țării Moldovei. Demonstrația și concluziile analizei sale sunt unanim acceptate de către cercetătorii de specialitate care i-au urmat.

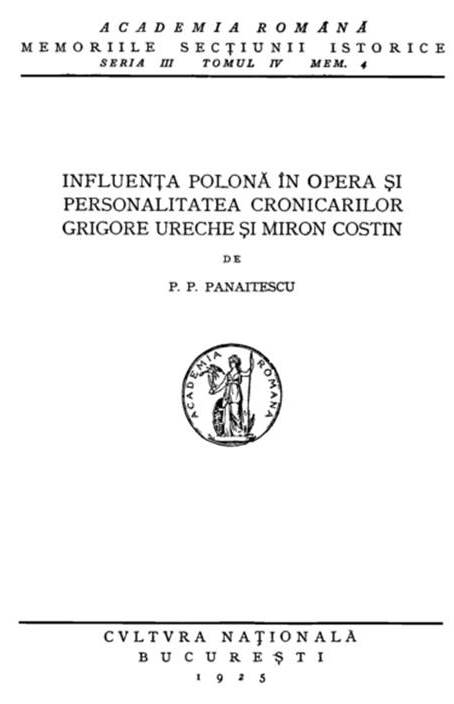
Coperta memoriului din 1925 al lui P. P. Panaitescu (extras)

Astfel, s-a dovedit că lucrarea lui Bielski a fost utilizată de Ureche direct în limba originalului și nu prin intermediul vreunei traduceri. Mărturie în acest sens sunt unele forme ale numelor proprii (Piotr pentru Petru, Jicmont pentru Sigismund, Micolai pentru Nicolae etc.) adoptate din limba polonă, alături de unii termeni preluați netraduși din aceeași limbă, împreună cu întorsături de frază specifice sau chiar unele greșeli caracteristice de traducere. Acest lucru este valabil inclusiv pentru pasajele în care informația este atribuită, în unele manuscrise, „letopisețului cel latinesc”, care desemnează de fapt tot cronica lui Bielski.
Cele mai multe știri preluate din Kronika polska sunt redate fidel de Ureche, aproape cuvânt cu cuvânt, însă în unele cazuri, în care Bielski le acordă o întindere neobișnuită, ele sunt prezentate în rezumat. Există și câteva știri și informații, puține la număr, care au fost modificate de cronicarul moldovean sau au fost trecute cu totul sub tăcere, atunci când textul istoricului polon nu corespundea vederilor sale, afectând prestigiul Moldovei și demnitatea domnilor ei. Din felul cum a întrebuințat pasajele preluate din Bielski, raportându-se selectiv și uneori critic la ele, P. P. Panaitescu desprinde concluzia că „Ureche este fără îndoeală un istoric tendențios”, tendința sa fiind aceea de a ridica și a înnobila trecutul țării sale.
Semnificativ este pasajul împrumutat din Bielski referitor la luptele din 1473 dintre Ștefan cel Mare și Radu cel Frumos. Istoricul polon informează că după înfrângerea adversarului, domnul Moldovei a trimis 28 de steaguri capturate regelui Cazimir al IV-lea al Poloniei, făcându-și datoria de vasal. Ureche protestează însă în Letopisețul său: „și au trimis și la craiul din dobînda sa, nu pentru că doară i-au fostu datoriu să-i trimiță, cum zic unii, că au fostu supus leșilor, ci pentru ca să-l aibă prieten la nevoie și la treabă ca aceia de-i va veni asupră, cum s-au și tîmplatu.” Prin urmare, aici Ureche „polemizează cu izvorul său!”
Totodată, atitudinea cronicarului moldovean este „oarecum bănuitoare” la adresa istoricului de la Cracovia, mai ales în relatările sale referitoare la războaiele și relațiile polono-moldovene, unde Ureche crede că Bielski arată în genere o părtinire polonilor, iar faptele favorabile acestora s-ar putea să nu fie tocmai adevărate. Prin excepție, este semnalat cazul în care „cronicarul Bielschi nu părtenește a lor săi”, ca în prima menționare a acestuia din Letopiseț. Pe bună dreptate, întrucât, după cum remarcă P. P. Panaitescu, cronicile polone sunt pline cu o asemenea mândrie patriotică. Dar, „ca elev al istoricilor poloni, Ureche este și el un istoric patriot”, care dorește să arate că trecutul Moldovei a fost o epocă de glorie, mai ales față de prezentul decăzut.
Influența lui Ioachim Bielski nu se rezumă doar la nivelul conținutului Letopisețului lui Ureche și al informațiilor preluate, ci se regăsește și la nivelul formei de prezentare și al structurii cronicii. O caracteristică ce nu se întâlnește nici în vechile letopisețe slavone, dar nici în cronicile următoare, este încheierea relatării domniilor voievozilor celor mai însemnați cu câte un portret al lor, care cuprinde trăsăturile fizice, morale, apoi unele fapte de politică internă, ctitoriile principale și alte elemente caracteristice. Modelul este preluat de la Bielski, care termină istoria fiecărui rege polon cu câte o caracterizare asemănătoare, care conține cam aceeași structură compozițională ca și celebrul portret al lui Ștefan cel Mare.
Alte influențe pot fi decelate la nivelul ideologiei social-politice reflectate în scrierea cronicarului moldovean, care are multe elemente comune cu aceea exprimată în lucrarea istoricului polon. Astfel, idealul de organizare statală pe care îl susține Ureche urmează îndeaproape modelul oferit de Rzeczpospolita din perioada afirmării șleahtei, iar rolul domnului este conceput ca similar cu acela deținut de monarh în cadrul societății poloneze.
Influența lui Ioachim Bielski depășește în acest fel limitele stricte ale operei cronicarului moldovean și își pune amprenta asupra întregii sale personalități. Atât prin educația sa din tinerețe, cât și prin apartenența sa de la vârsta maturității la partida boierească filo-polonă din Moldova, Grigore Ureche este înclinat către cultura acestei țări, pe care o admiră deschis. „Polonia dintre toate țările vecine este pentru el țara învățăturii. De acolo căpătase el ideile și învățătura lui, sub influența marei școale istorice polone scrise cronica lui.”